# Литрес
«Литре́с» — крупнейший представитель рынка электронных книг и аудиокниг в России и странах СНГ. Создан в 2005 году. Занимает две трети рынка легальных и в прошлом нелегальных электронных и аудиокниг России по данным Kantar TNS за 2018 год. Включает в себя шесть сервисов и более трёх обособленных проектов.

## История

### Создание
История «Литреса» (оригинальное название было сокращением от «литературный ресурс» и записывалось с прописной «Р») началась в 2005 году. Книжный онлайн-магазин основали создатели крупнейших «свободных» (то есть пиратских) онлайн-библиотек — соавтор формата fb2 Дмитрий Грибов (FictionBook.ru), Андрей Барановский (Aldebaran.ru) и Алексей Кузьмин (Litportal.ru), а в дальнейшем к «Литресу» присоединились также Bookz.ru и Fenzin.ru. Инвестором и фактическим владельцем «Литреса» стал основатель «Имхонета» Александр Долгин, а ещё одним миноритарным участником — Олег Колесников (впоследствии глава созданной издательством «Эксмо» организации по защите авторских прав, преследующий пиратские библиотеки).

### Борьба с книжным пиратством
На момент создания «Литреса» электронные книги были сравнительно новым явлением, легального рынка в России не существовало, и компании приходилось объяснять издательствам перспективы электронного формата и работы с книжным онлайн-магазином. Одним из доводов в пользу сотрудничества было исключение книг из собственных пиратских библиотек после выхода на «Литресе» (хотя это происходило не всегда). Более того, основатели «Литреса» рекламировали бестселлеры из книжного магазина на сайтах собственных пиратских библиотек. При этом «Литрес» позиционировал себя как ресурс с легальным контентом и боролся с другими книжными пиратами, в том числе добиваясь исключения ссылок на онлайн-библиотеки из поисковой выдачи.
Известно о затяжном конфликте «Литреса» и «Либрусека» — ещё одной популярной пиратской библиотеки. Разногласия были урегулированы к 2009 году: «Либрусек» начал запрещать скачивание книжных новинок «Литреса», а их чтение на сайте стало возможно только при просмотре рекламы. Впоследствии в 2012—2013 годах «Литрес» добился удаления из Apple App Store и Google Play приложений для чтения электронных книг, которые содержали ссылки на пиратские онлайн-библиотеки (в частности, «Флибусту» — форк «Либрусека», появившийся после того, как последний начал сотрудничать с «Литресом» и правообладателями и ввёл платную подписку).

### После продажи «Эксмо»
В 2009 году издательство «Эксмо» выкупило «Литрес» у Александра Долгина, после чего в 2010 году его возглавил Сергей Анурьев — экс-глава направления электронных книг в «Эксмо». В 2012 году издательство запустило сервис чтения электронных книг по подписке MyBook, поставщиком контента для которого стал «Литрес», а в дальнейшем объединило проекты в холдинг — ГК «Литрес».
В 2013 году «Литрес» получил 5 млн долларов инвестиций от Russian Internet Technology Fund (RITF), который получил долю менее 25 %. В 2014 году в компанию вложился Ozon.ru, заплатив свыше 10 млн за 42,27 %. В 2015 году «Литрес» впервые показал прибыль. К этому времени компания оценивала свою долю легального рынка электронных книг (без учёта MyBook) в 56 %.
С конца 2010-х «Литрес» запускал локальные версии за пределами России, заключая контракты с местными издателями и предлагая библиотеку на национальных языках. В 2019 году «Литрес» начал работать в Польше и Эстонии. Для польской аудитории заработали сайт litres.pl, мобильные приложения Czytaj! («Читай!») и Słuchaj! («Слушай!»). В Эстонии «Литрес» приобрёл 51 % крупнейшей платформы по оптовой продаже электронных книг EDRK (Estonian Digital Book Centre), которой принадлежало 90 % местного рынка. После начала вторжения на Украину «Литрес» свернул работу в европейских странах и запустился в Азербайджане и Узбекистане.

## Деятельность
Доля группы компаний «Литрес» занимает более 66 % рынка легальных электронных книг и аудиокниг России (по данным Kantar TNS за 2018 год). Реализует контент напрямую пользователям, а также является поставщиком для ряда других компаний, как на российском, так и на международном рынке. «Литрес» сотрудничает с мобильными операторами — МТС, Билайн, Мегафон, агрегаторами — iBooks, Google Play, OverDrive и прочими. В январе 2021 года «Литрес» совместно с провайдером А1 запустили в Белоруссии услугу «А1 Книги» — подписка, оформив которую, абоненты А1 получают доступ к книгам на сайте или в приложении «Литрес». С февраля 2024 года доступ к подписке Литрес предлагает своим абонентам компания «Белтелеком».
ГК работает с российскими и международными книгоиздательствами, среди которых «Эксмо», «АСТ», «Рипол-классик», «Азбука-Аттикус», «Альфа-книга», «Коммерсантъ», «Манн, Иванов и Фербер», HarperCollins, Издательство Оксфордского университета, John Wiley & Sons и др. Компания напрямую сотрудничает с такими авторами, как Борис Акунин, Евгений Гришковец, Александра Маринина, Олег Рой.

## Сервисы
Группа компаний «Литрес» включает в себя также следующие проекты:
- Литрес Самиздат
- MyBook
- Звуки слов
- Comics Time
- LiveLib
- Литрес Чтец

### «Литрес»
«Литрес» (или «литературный ресурс»). Аудитория — 20 млн человек. Ассортимент «Литрес» насчитывает порядка 1 млн книг на русском и иностранных языках, 48 тыс. из которых доступны к бесплатному прочтению. Ежемесячно каталог пополняется на 5 тыс. новых произведений. В «Литрес» представлено 33 тысячи аудиокниг на русском языке. У компании есть собственная студия записи аудиокниг. Книги на «Литрес» доступны во всех популярных форматах: FB2, FB3, ePub, PDF, PDF A6, TXT, HTML, RTF, MOBI. Разработчиками «Литрес» было создано более 25 приложений для чтения книг на мобильных устройствах с любой платформой. Самые популярные — «Читай!» и «Слушай!» для платформ iOS и Android и приложение «Читай бесплатно!». По итогам 2018 года 70 % покупок было совершено именно в мобильных приложениях. Возможности сервиса:
- доступ ко всем купленным книгам в приложениях «Читай!» и «Слушай!» с любых устройств и на сайте litres;
- запоминание позиции чтения в облаке и синхронизация между устройствами;
- возможность читать оффлайн;
- большой бесплатный фрагмент — до 25 % для ознакомления с содержанием книги;
- наличие рекомендаций и подборок от сервиса;
- подробная аннотация на книги;
- быстрые настройки параметров текста: тип и размер шрифта, межстрочный интервал, режим выравнивания и др.;
- возможность делать закладки, пометки и делиться цитатами в социальных сетях.[источник не указан 674 дня]

В период с 2010 по 2018 год, по данным App Annie, «Читай!» и «Слушай!» входили в топ самых доходных неигровых приложений в Apple Store и Google Play в России. 25 ноября 2014 года сервис электронных и аудиокниг «Литрес» стал обладателем Премии Рунета в номинации «Здоровье, развлечения и отдых». А также был награждён званием «Лучший цифровой издатель» по версии Apps4All.

### Литрес Самиздат
В конце 2016 года «Литрес» запустил платформу для самостоятельной публикации и размещения книг на своих ресурсах «Литрес: Самиздат». За 2017 год на платформе вышло 3000 изданий. В 2018 году на платформе зарегистрировались 20 тысяч новых авторов, самиздат разошёлся тиражом в 1,5 млн экземпляров, а 5 самостоятельно изданных книг попали в топ-100 продаж на «Литресе». «Литрес: Самиздат» стал одним из самых быстрорастущих направлений бизнеса группы. Так в выручке всего «Литреса» за первую половину 2022 года самиздат составил 23 %. По информации компании, роялти самых успешных авторов самиздата в 2022 году достигали 1 млн рублей в месяц.

### Литрес Черновики
В 2019 году на базе «Литрес: Самиздата» были запущены «Литрес: Черновики» — платформа для «книжных сериалов», где авторы публикуют свои произведения по главам, а читатели могут обсуждать с ними развитие сюжета.

### Литрес Чтец
В 2017 году «Литрес» запустил проект озвучки книг непрофессиональными дикторами «Литрес: Чтец». Пользователи, которые прошли тестовое задание, получают возможность озвучивать книги и получать процент от их стоимости на площадках «Литреса». Уже за первый год работы число книг, озвученных непрофессинальными дикторами, составило половину от записанных профессионально, а пользовательская оценка аудиокниг, записанных чтецами, оказалась выше, чем у студийных. С 2019 года «Литрес» вручает премию самым популярным чтецам на своей платформе. В дальнейшем «Литрес» также реализовал озвучку книг с помощью искусственного интеллекта на базе технологий «Яндекса». В 2023 году компания планировала озвучить более 20 тысяч книг силами чтецов и ИИ.

### Литрес Библиотека
«Литрес: Библиотека» — представленная в 2010 году электронная библиотечная система, позволяющая государственным и частным библиотекам выдавать читателям доступ к книгам из каталога «Литреса». Также в 2012 году компания предлагала библиотекам собственные ридеры с подпиской.

### Литрес Школа
«Литрес: Школа», разработаннаяна базе «Литрес: Библиотеки» — система выдачи электронных книг, включающая интерфейс библиотекаря, сайт и приложение для школьников. В каталог входят издания, рекомендованные для изучения школьниками 1—11 классов по основным общеобразовательным программам.

### MyBook
Запущенное в 2012 году приложение MyBook предоставляет доступ к библиотеке «Литреса» (около 450 тысяч книг) по подписке, как тексту, так и аудиокнигам. Приложение доступно на различных платформах, в том числе умных часах. Приложение делится с пользователей статистикой чтения, позволяет настраивать книжную полку и предлагает издания, похожие на полюбившиеся читателю, позволяет читать оффлайн, оставлять пометки в процессе чтения и пр. Для некоторых книг MyBook предоставляет синхронизацию чтения и прослушивания для лёгкого переключения между форматами. У компании есть отдельное приложение «MyBook: Истории» с рассказами в формате чата, ориентированное на молодую аудиторию без привычки к чтению.

### LiveLib
LiveLib — книжный рекомендательный сервис, позволяющий пользователям формировать коллекции, оставлять оценки и отзывы, обсуждать книги. Лауреат Премии Рунета 2011 года в категории «Наука и образование». На 2019 год ежемесячная аудитория сервиса составляла 5,5 млн пользователей.

## Премии

### Электронная буква
С 2011 года «Литрес» вручает литературную премию «Электронная буква», которой награждаются писатели, ставшие самыми популярными среди пользователей «Литреса». С 2018 года премия вручается менее известным авторам, которые заявили о себе на платформе «Литрес: Самиздат», а также лучшим чтецам среди пользователей «Литрес: Чтец». Также премия вручается в номинациях «Бестселлер» (среди наиболее популярных книг из шорт-листа), «Выбор экспертов» (коллегиальным решением жюри), а также «Выбор читателей» и «Выбор слушателей» (по результатам голосования на LiveLib). Лауреат премии получает помощь в продвижении на ресурсах «Литреса».

### Большая книга
«Литрес» — один из соучредителей «Центра поддержки отечественной словесности», с 2005 года проводящего национальную литературную премию «Большая книга», а народное голосование в рамках премии проходит на площадке LiveLib.

## Социальные проекты

### Проект «Мобильная библиотека»
«Мобильная библиотека» — это социальный проект «Литрес», запущенный в 2015 году. Представляет собой размещенные в общественных местах информационные панели с изображением полок с книгами, на обложки которых нанесены QR-коды. Просканировав код или перейдя по указанной на плакате ссылке, можно бесплатно получить понравившуюся книгу. Среди площадок проекта — аэропорты Москвы, Санкт-Петербурга, Сочи, Анапы, московские железнодорожные вокзалы, литературный поезд в метро Санкт-Петербурга и другие. В 2018 году была открыта станция московского метро «Рассказовка», в оформлении которой используются QR-коды, ведущие на классические книги на сайте проекта «Книги в метро».

## Дополнительное чтение
- «Литрес» открыл сезон охоты на пиратов // slon.ru, 23 июня 2009.
- Сайт премии «Электронная буква», 20 декабря 2010.
- Российская государственная библиотека подключилась к ЭБС «Литрес», 15 августа 2011.
- Обзор читалки Litres touch: наш ответ американскому Kindle, 18 января 2012
- Российский рынок е-книг оценен в 135 млн рублей, 25 марта 2012
- Официальное приложение «Литрес» на WP7, 09 апреля 2012.
- Суд взыскал с «Литрес» 1 млн рублей в пользу «Этногенеза», 26 декабря 2012.